# كاريدا

علم كاريدا

كاريدا (بالإستونية:Kareda vald) هي بلدية في دائرة يارفا بإستونيا، تبلغ مساحتها 91،6 كلم². يبلغ تعدادها السكاني 827 (إحصائيات 2006).
القرى التي تنتمي إلى هذه البلدية هي إسنا، موسليري، كوويزي، أوتلا، وفودجا. يعود أول ذكر تاريخي لكاريدا إلى عام 1212.

## وصلات خارجية
- الموقع الرسمي (باللغة الإستونية)